# 穿越時間的愛
《穿越時間的愛》（羅馬化：Kadee Rak Kham Pop）是一部改编自納蘭亞同名小說的時代穿越劇。由塔納瓦·班亞林執導，協塔朋·平朋與諾吉拉·叻卡准南袞領銜主演。此劇於2020年11月12日至12月16日，每週三至四晚間8時15分於泰國One 31台首播。

## 劇情簡介
講述了年輕警官Khemchat（協塔朋·平朋 飾）正在調查一位著名餐廳老闆死因的故事。調查期間，Khemchat跟監了嫌疑犯之一的甜點廚師Pechaya（諾吉拉·叻卡准南袞 飾）。但奇怪的事發生了，因為這次交集，意外讓這對夫婦穿越回到1913年......
警官Khemchat不得不同意與Pechaya暫時休戰。兩人互相幫助，想辦法回到他們所處的時代，但一次機緣巧合，讓他們捲入了一個富有貴族的家族謀殺案。於是，身為未來好警察的Khemchat，不得不幫忙調查，更要與Pechaya搭檔。
但這個任務並非想像中容易，當許多混亂事件同時發生時，甚至導致更多人死亡！Khemchat和Pechaya能否成功偵破此案？

## 演員陣容
註：括號內的演員姓名為小名。

### 主要演員
- 協塔朋·平朋（Tao） 飾演 Khem Sawangsenee（前世）／Khemmachat Thamkhun（現代）
- 諾吉拉·叻卡准南袞（Ferny） 飾演 Praphai（前世）／Pechaya（現代）

### 其他演員
- 普里·西蘭普魯耶克（Puri） 飾演 Kriang Krairitthidej（前世）／Kiat Kiatikoekkrai（現代）
- 艾米卡·金邦通（Amy） 飾演 Bulan
- 蕾維雅楠·塔格（Ben） 飾演 Phailin
- 納塔彭·利亞瓦尼（Tye） 飾演 Kanok Sawangsenee
- 杜婉達·董卡瑪尼（Tuk） 飾演 Nuan Sawansenee
- 科羅特·阿塔塞里（Moo） 飾演 Kulap（醫生）
- 愛琳·尤格達塔（Aerin） 飾演 Duang
- 琳琵塔·金達普（Ying） 飾演 Chom
- 佳妮達·芬帕丹吉（Janis） 飾演 Pin
- 帕查諾克·伊姆薩·阿特（Berm） 飾演 Chuang
- 達琳·漢森（Darin） 飾演 Kloi

## 外部連結
- MyDramaList上的《穿越时间的爱 （页面存档备份，存于）》（英文）
- 豆瓣电影上《穿越時間的愛》的資料 （简体中文）